# عنصر غير ملائم

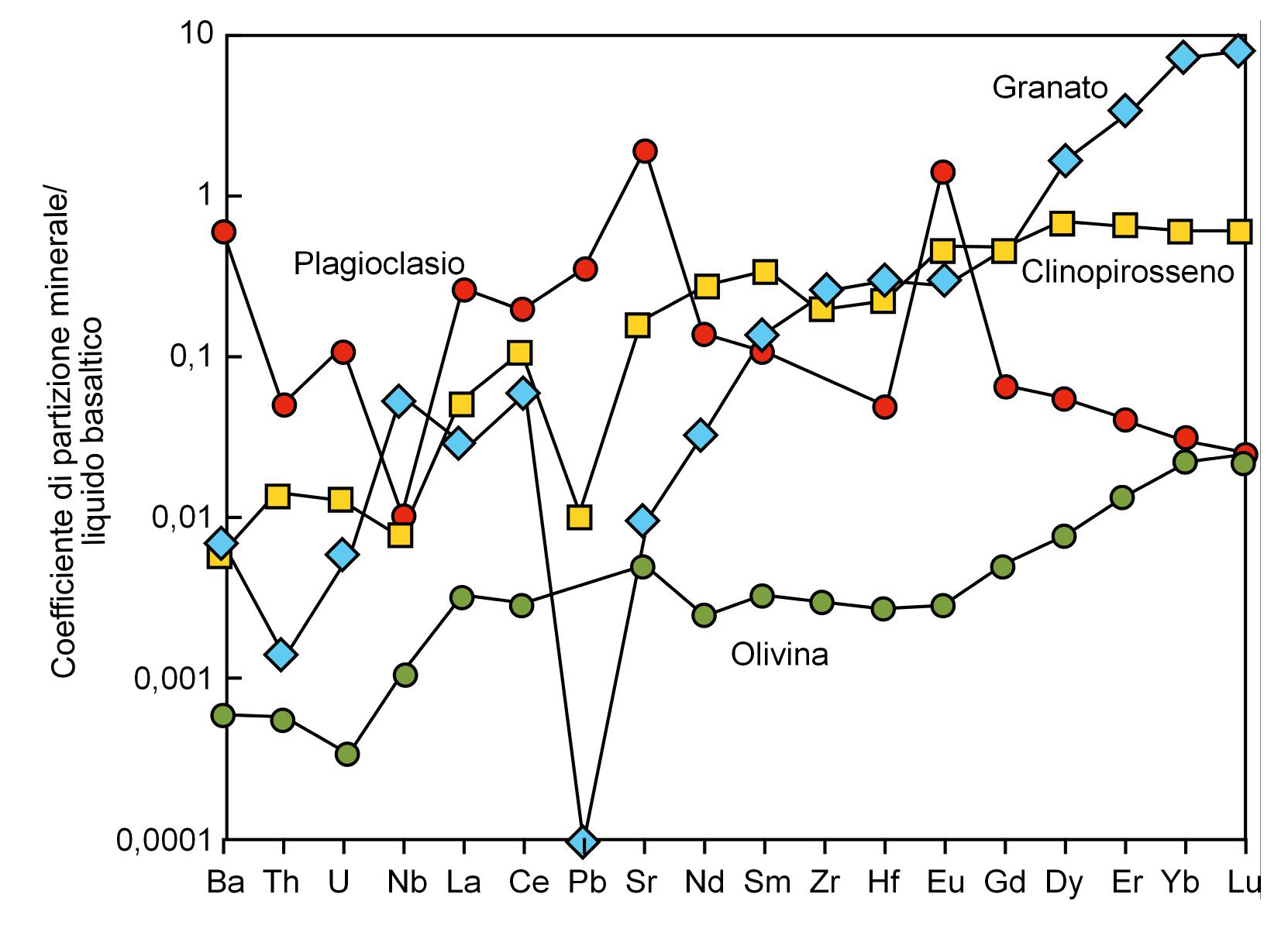
معامل التقسيم

العنصر غير الملائم في علم الصخور والجيوكيمياء هو عنصر كيميائي يكون حجمه و/أو كتلته غير ملائمين لمواقع الكاتيونات (أيونات موجبة الشحنة) في المعدن الموجود فيه. وهو عندما تكون قيمة معامل التقسيم بين المعادن المشكلة للصخور وبين صهارة الماغما أقل بكثير من 1.
أثناء عملية التبلور التجزيئي الجيولوجية لصهارة الماغما وأثناء عمليات تشكلها عبر عملية الانصهار الجزئي للوشاح والقشرة الأرضية، فإن العناصر الكيميائية التي تجد صعوبة في دخول المواقع المناسبة في بنية المعدن تبقى خارجها، وتتركز في الطور السائل. يمكن على العموم تقسيم هذه العناصر حسب الكتلة، ومن ذلك التقسيم إلى فئة ذات نصف قطر أيوني كبير مثل بوتاسيوم وروبيديوم وسيزيوم وسترونتيوم وباريوم؛ والفئة الأخرى ذات شحنة كهربائية (تكافؤ) مرتفع، مثل زركونيوم ونيوبيوم وهافنيوم والعناصر الأرضية النادرة.